# Zyzzyx Road
Zyzzyx Road (IPA pronunciación: /ˈzɪzɪks/) es una película independiente estadounidense de suspense, estrenada en febrero de 2006. Está protagonizada por Leo Grillo, Katherine Heigl y Tom Sizemore. El guion cinematográfico fue escrito por John Penney, quien también dirigió la película. La cinta obtuvo cierta notoriedad debido a que es una de las películas con menor recaudación de la historia.

## Sinopsis
Grant (Leo Grillo) es un contable con un mal matrimonio y una hija a quien ama. Se dirige a Las Vegas para ofrecer sus servicios contables. Estando allí, conoce a la seductora Marissa (Katherine Heigl), con quien sostiene un romance durante una semana hasta la llegada del exnovio de Marissa, Joey (Tom Sizemore). Joey intenta asesinar a los amantes, pero es Grant quien termina matándolo. Luego, Grant y Marissa trasladan el cuerpo de Joey a Zyzzyx Road y Grant entierra el cuerpo en el desierto. La mañana siguiente, el cuerpo ha desaparecido y algo está tratando de matar a Grant y Marissa.

## Reparto
- Leo Grillo como Grant.
- Katherine Heigl como Marissa.
- Tom Sizemore como Joey.
- Rickey Wedlock como el fabricante de metanfetamina.
- Yorlin Madera como el conductor del camión.
- Di Koob como el dealer de la ruleta.
- Meguire Grillo como Natalie.
- Michael Lugenbuehl como La Sombra.

## Producción
La filmación se llevó a cabo en el verano de 2005 y duró 18 días, más un adicional de dos días para recoger escenas. La película fue rodada en el desierto de Mojave, alrededor de algunas minas locales.
Tom Sizemore fue detenido durante la producción de la película por posesión de drogas estando en libertad condicional; sin embargo, no fue encarcelado, por lo que fue posible que filmara sus escenas para la película.